# اوقیه موریتانی
اوقیه موریتانی (به انگلیسی: Mauritanian ouguiya) (به زبان بومی: أوقیة موریتانیة) با کد ایزوی MRO، یکای پول رایج در کشور موریتانی است. مسئولیت کنترل این یکای پول برعهدهٔ بانک مرکزی موریتانی قرار دارد.
جمهوری موریتانی یک صفر را از پول ملی خود حذف کرد و پول‌های جدید چاپ شده در این کشور از اول سال ۲۰۱۸ میلادی در دسترس مردم قرار گرفت.